# Unabhängigkeitsplatz (Kaunas)

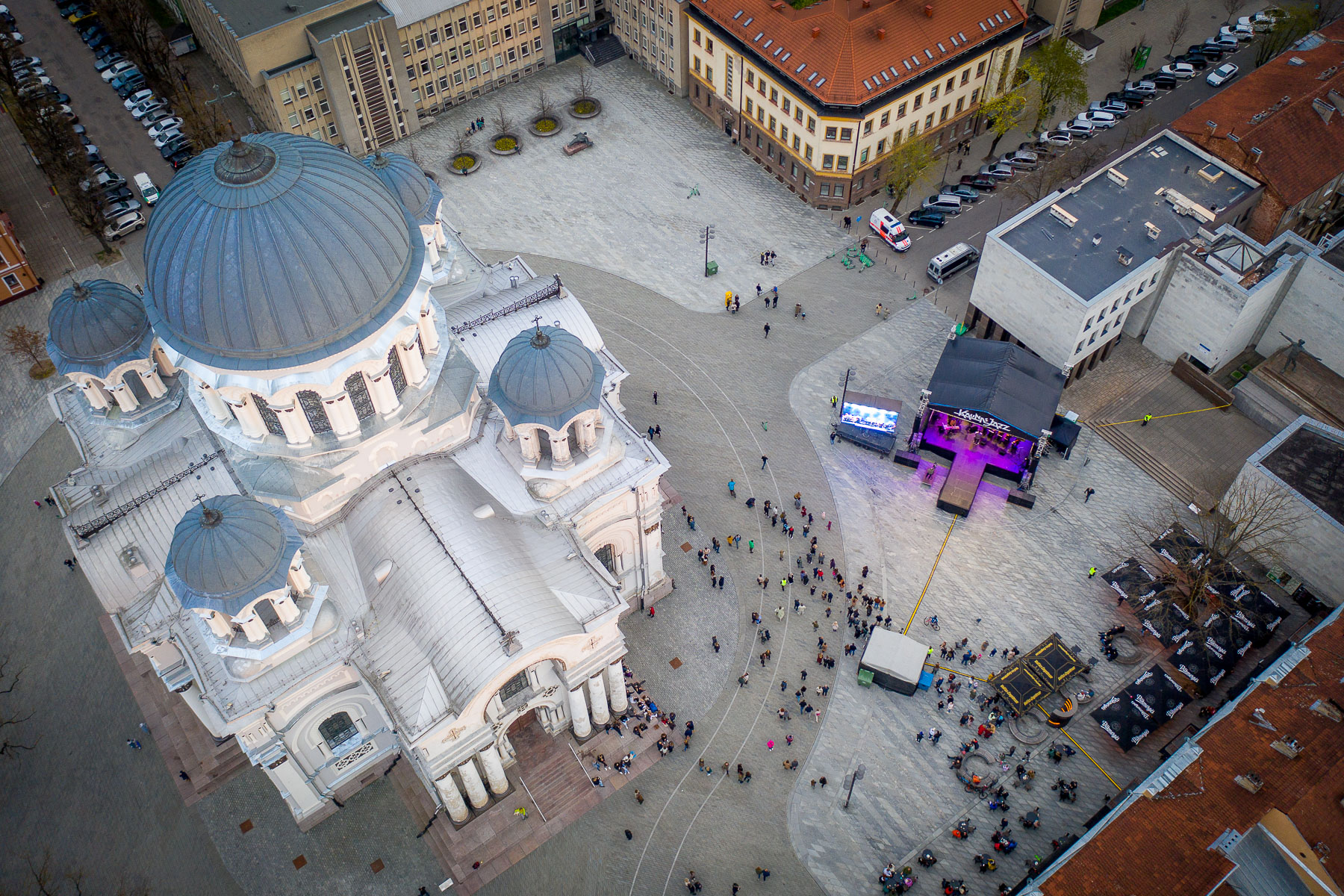
2022

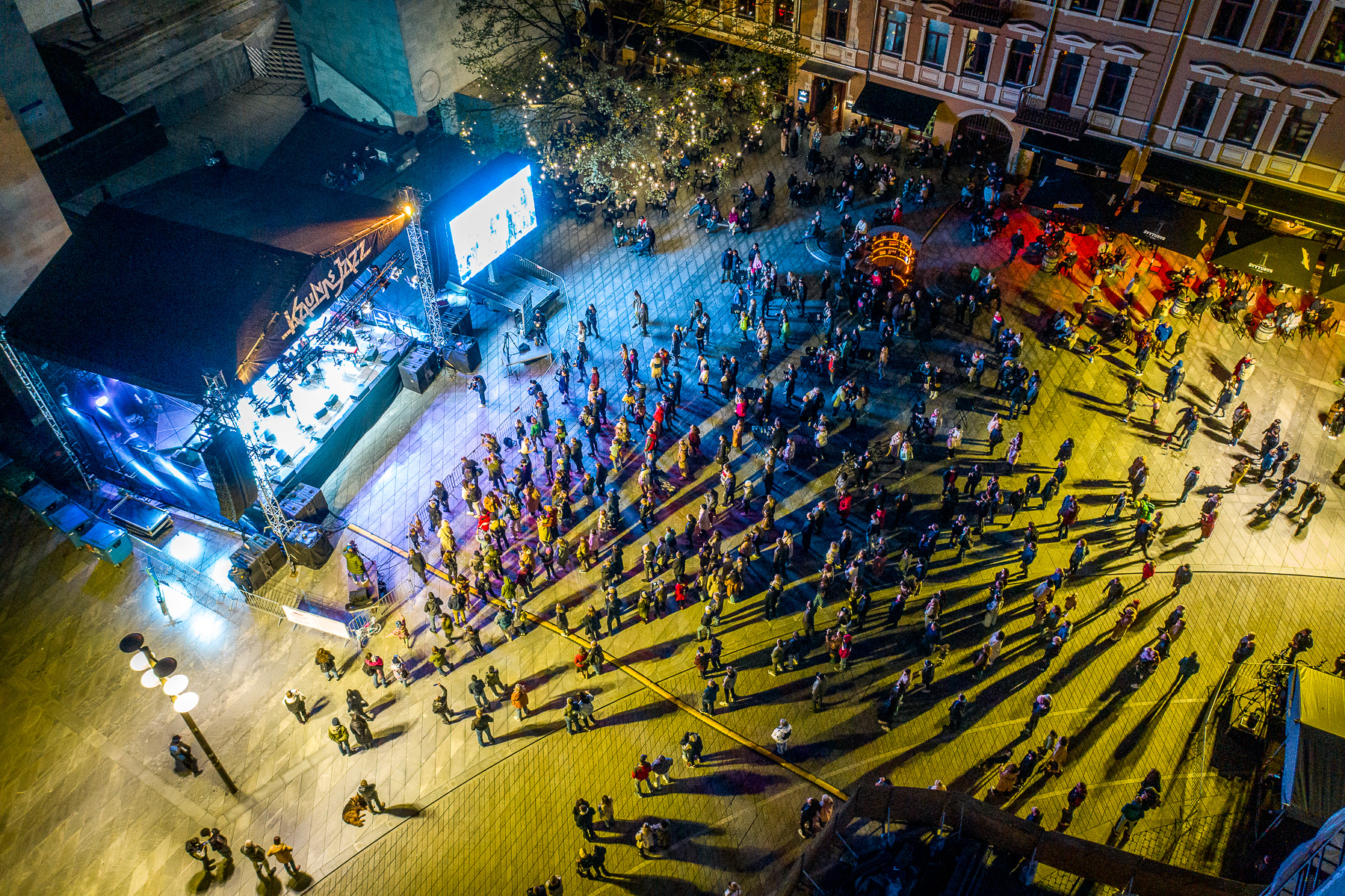
2023

Der Unabhängigkeitsplatz Kaunas (lit. Kauno Nepriklausomybės aikštė) ist ein Platz in der zweitgrößten litauischen Stadt Kaunas. Er befindet sich im Stadtteil Naujamiestis, zwischen den Straßen Laisvės alėja und Gedimino gatvė. Der Platz entstand um 1850.  1895 wurde die Kirche des Erzengels Michael im Zentrum des Platzes gebaut. Im südlichen Teil des Platzes befindet sich Klinisches Krankenhaus Kaunas.